# Alcis sinadmissa
Alcis sinadmissa là một loài bướm đêm trong họ Geometridae.